# Golden, British Columbia

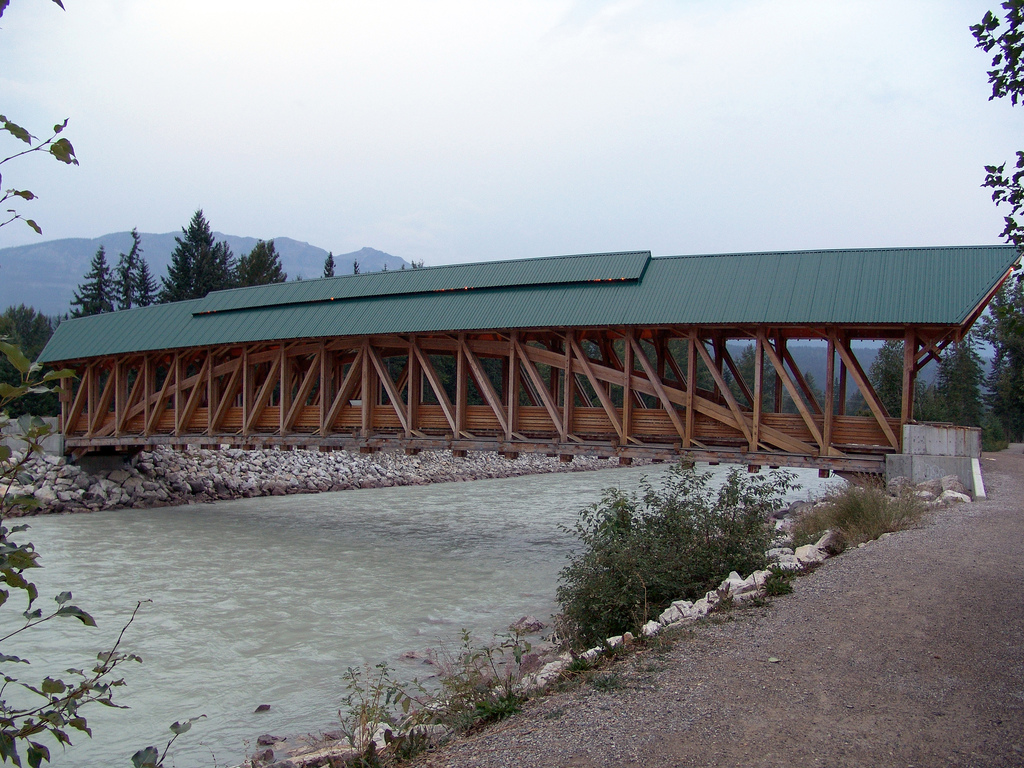
Podul suspendat de lemn Kicking-Horse

Golden este o localitate cu 3811 loc. (2006) situată în sudul provinciei British Columbia din Canada. Este amplasată la 262 km vest de Calgary și la 713 km est de Vancouver. Golden se află în valea Columbia Valley la confluența lui Columbia River cu Kicking Horse River. În apropiere se află Parcul Național Yoho, Parcul Național Jasper, Parcul Național Banff, Parcul Național Glacier și Parcul Național Kootenay. Prin Golden trece magistrala Highway 1 ce aparține de Trans-Canada Highway. În regiune au lucrat tăietorii de lemne și muncitorii de la calea ferată Canadian Pacific Railway. Podul suspendat de lemn Kicking-Horse este cel mai lung pod suspendat pentru pietoni din Canada.